# شيشانيون
الشيشانيون أو النُّوحِيُّونَ ((بالشيشانية: нохчий)‏) هي مجموعة عرقية شمال شرق القوقاز من شعوب ناخ، نشأت في شمال القوقاز وتتوضع في أوروبا الشرقية. يشيرون لأنفسهم باسم نوختشي. يعرف الشعب الشيشاني والإنغوش باسم شعب فايناخ (تعني شعبنا في الشيشانية). يعيش غالبية الشيشان اليوم في جمهورية الشيشان، وهي جزء فرعي يتبع لروسيا الاتحادية. أغلبية الشيشان هم من المسلمين.
ساهم انعزال البقعة الجغرافية لجبال القوقاز والقيمة الاستراتيجية التي وضعها الأجانب على المناطق التي استوطنها الشيشان إلى حد كبير في تغذية روح الجماعة لديهم، وساعدت على تشكيل الطابع الوطني المستقل لها. كان المجتمع الشيشاني متساويًا ومنتظمًا حول عشائر محلية مستقلة، تدعى «تيبس».

## أصل كلمة شيشان
ورد مصطلح «شيشان» لأول مرة في المصادر العربية خلال القرن الثامن عشر. حسب عرف شعبيّ، فإن المصطلح الروسي «الشيشان» جاء من اسم قرية شيشان-أول. ترد كلمة «شيشان» في المصادر الروسية منذ عام 1692، وربما استمدها الروس من كلمة «شاشان» في اللغة القبردينية. ولكن في اللغة الشيشانية لا توجد كلمة «شيشان»، ولكنهم يسمون أنفسهم بـ«نُوحِيّين» يعني «قوم النبي نوح».

## الجغرافيا والشتات
يستوطن الشيشانيون أساسًا جمهورية الشيشان.
توجد هناك أعداد كبيرة من الشيشان ضمن أجزاء أخرى من الاتحاد الروسي (وخاصة في داغستان، وإنغوشيتيا، وموسكو).
خارج روسيا، تضم البلدان التي تحمل جالية كبيرة من الشيشان وكازاخستان وتركيا وأذربيجان والدول العربية (خصوصًا الأردن والعراق): ينحدر هؤلاء الذين يعيشون في العراق والأردن أساسًا من عائلات اضطرت إلى مغادرة جمهورية الشيشان خلال حرب القوقاز، التي أدت إلى ضم الشيشان إلى الإمبراطورية الروسية حوالي العام 1850، في حين يرجع أصل هؤلاء في كازاخستان إلى تهجير الشعب كاملًا الذي نفذه جوزيف ستالين في العام 1944. استقر عشرات الآلاف من اللاجئين الشيشان في الاتحاد الأوروبي وأماكن أخرى كنتيجة للحروب الشيشانية الأخيرة، خصوصًا في موجة الهجرة إلى الغرب بعد عام 2002.

## الثقافة
قبل اتباعهم الدين الإسلامي، مارس الشيشان مزيجًا فريدًا من التقاليد والمعتقدات الدينية. إذ شاركوا في العديد من الشعائر والطقوس، تعلق كثير منها بالزراعة؛ شملت طقوس المطر، وهو احتفال كان يجري في اليوم الأول من الحراثة، وكذلك «يوم ثندرر سيلا» و«يوم الآلهة توشولي». إضافة إلى السجل الضئيل المكتوب من العصور الوسطى، يستذكر الشيشان تاريخهم بشكل تقليدي عبر ما يدعونه الـ«إليش»، وهو مجموعة من القصائد والقصص الملحمية.
أًلِف الشيشان الأساليب الديمقراطية، واستندت بنيتهم الاجتماعية بشكل أساسي على المساواة والتعددية واحترام الفردية. تتمحور بنية المجتمع الشيشاني حول «الطقوم» (اتحادات للعشائر) ونحو 130 تيب أو عشيرة، تستند على الأرض والنسب أحادي الجانب أكثر من الدم (إذ ينتشر الزواج الخارجي ويُشجّع عليه)، وترتبط هذه العشائر سويًا لتشكل الأمة الشيشانية. تُقسم العشائر بعد ذلك إلى فروع، وهذه الفروع إلى عائلات تحمل اسم الأب تدعى (نيكي). يُطلق على الميثاق الاجتماعي لدى الشيشان «نوخشالله» (إذ تعود كلمة نوخشو إلى «الشيشان») ويمكن ترجمتها على نحو آخر بـ«الشخصية الشيشانية». يتضمن ميثاق الشرف الشيشاني سلوكًا خُلُقيًا وأخلاقيًا وكرمًا وإرادة لحماية شرف المرأة. تعود المقولة الشيشانية التقليدية بالقول أن أفراد المجتمع الشيشاني، مثل عشائره، هم بشكل مثالي «أحرار ومتساوون مثل الذئاب».
يتمتع الشيشان اليوم بحس وطني عالٍ، وهو ما عززته شبكة العشيرة القديمة ونوخشالله – أي الالتزام تجاه العشيرة والطقوم، إلخ... كثيرًا ما يقترن ذلك بقيم قديمة تحولت إلى حس حديث. أسطوريًا، ينحدر الشيشان من من البطل الملحمي، توربالو-نوخشو («بطل شيشاني»). هناك موضوع وطيد خلف تمثيل الأمة بحيوانها الوطني، وهو الذئب. نظرًا لاعتمادهم الشديد على الأرض، بمزارعها وغاباتها (وبالطبع، المعادلة الوطنية مع الذئب)، يتمتع الشيشان بحس قوي من الانسجام مع الطبيعة. وفقًا للفيلسوف الشيشاني أبتي بيزولتانوف، فإن تخريب تلة نمل أو صيد ماعز قوقازية خلال موسم التزاوج كان يعتبر إثمًا كبيرًا. تجدر الملاحظة إلى أن حركة استقلال الشيشان خلال حقبة الانفتاح (غلاسنوست)، بارت (الوحدة)، نشأت في واقع الأمر باعتبارها منظمة بيئية بسيطة في عاصمة الجمهورية غروزني.
تحدد الثقافة الشيشانية قيمة كبيرة لمفهوم الحرية. يظهر ذلك بطرق عدة. إذ ناضلت الغالبية العظمى من الأبطال الوطنيين لنيل الاستقلال (مثل الأسطورة زليخان، الذي كان يسرق من طغاة الأمة ليطعم الأطفال الشيشان على نحو أشبه بروبن هود). التحية الشائعة في اللغة الشيشانية هي «مارشا أويلا»، وتترجم في المعنى الحرفي إلى «ادخل بحريّة». كما تشمل كلمة الحرية دلالات على السلام والازدهار.
يشار للشيشان أحيانًا باسم «فرنسيي القوقاز»، وذلك لعدة أسباب (من الملاحظ أن الشركس هم «إنجليز القوقاز»، والجورجيون هم «إيطاليو القوقاز»). قد تشير هذه المقارنة أما إلى سمات سياسية/تاريخية، أو إلى خصائص متعلقة بالشخصية. مثلهم كمثل الفرنسيين، الذين أطاحوا بنظام الملكية القديمة خلال الثورة الفرنسية، شهد الشيشان ثورة مماثلة قبل قرن أو عقدين من الزمن، ومثل الفرنسيين، حفروا لنفسهم مكانة مميزة (لفترة من الزمن)، لكونهم المجتمع الوحيد القائم على المساواة في منطقة مليئة بالدول الملكية. مثل الفرنسيين، فضّل الشيشان الأساليب الثورية السريعة (العنيفة أحيانًا) لتحقيق التغيير الذي رغبوا في رؤيته - على عكس الشركس (الذين يطلق عليهم اسم «إنجليز القوقاز» لخصائصهم الشخصية والسياسية) الذين فضلوا أساليب أكثر تدرجًا. أطلق على الشيشان اسم «الفرنسيين» من قبل ضباط عسكريون روس أوائل، وعالم الأنثروبولوجيا الفرنسي إرنست تشانتر الذي أشار إلى طبيعتهم «السعيدة والظريفة».

## الديانة
يعتنق غالبية الشيشان الدين الإسلامي. تتبع الغالبية العظمى من المسلمين المذهب الشافعي من الإسلام السني، تحولت الجمهورية إلى الإسلام بين القرنين السادس عشر والتاسع عشر ميلادية. معظم السكان يتبعون إما مدارس الفقه الشافعية أو الحنفية. لدى مدرسة الفقه الشافعي تقليد قديم بين الشيشانيين، وبالتالي تبقى هي الأكثر رواجًا. يتمسك البعض بالتقليد الصوفي المعروف باسم التصوف، في حين ينتمي نحو نصف الشيشان إلى الأخويات الصوفية، أو الطريقة. كانت مدارس الطريقة الصوفية التي انتشرت شمال القوقاز هي النقشبندية والقادرية (تنتشر النقشبندية بقوة في داغستان وشرق الشيشان، في حين يتركز أغلب أتباع القادرية في بقية الشيشان وأنغوشيا). هناك أيضًا أقليات تنتمي للمسيحية والإلحاد، وإن كانت أعدادهم غير معروفة في جمهورية الشيشان؛ تبلغ نسبتهم في كازاخستان نحو 3% أو 2% على التوالي من عدد سكان الشيشان.
إن الصورة النمطية التي تصور الفرد الشيشاني بكونه مسلمًا أصوليًا هي غير صحيحة ومضللة. إذ إنه بحلول أواخر القرن الحادي والعشرين، برز اتجاهان جديدان في جمهورية الشيشان. يسيطر السلفيون على البقية المتطرفة من الحركة الانفصالية الشيشانية المسلحة (المعروفون في روسيا باسم الوهابيين، ويوجدون بأعداد قليلة في جمهورية الشيشان منذ تسعينيات القرن العشرين)، تخلى معظمهم عن النزعة القومية لصالح القومية الإسلامية واندمجوا مع العديد من حركات التمرد الإسلامية الإقليمية لتشكيل الإمارة القوقازية. شهدت الشيشان تحت حكم رمضان قديروف الاستبدادي الذي تدعمه موسكو، حملتها المضادة المثيرة للجدل التي هدفت لأسلمة الجمهورية، إذ عملت الحكومة المحلية بنشاط على الترويج لنسختها الخاصة على ما أطلقت عليه «الإسلام التقليدي»، بما يشمل إدخال عناصر من الشريعة التي حلت محل القوانين الروسية الرسمية.